# Iwan Łukaniuk
Iwan Iwanowycz Łukaniuk, ukr. Іван Іванович Луканюк (ur. 5 lutego 1993 w Kutach, w obwodzie iwanofrankowskim, Ukraina) – ukraiński piłkarz, grający na pozycji napastnika.

## Kariera piłkarska

### Kariera klubowa
Wychowanek klubu Karpaty Kuty. Pierwszy trener Mykoła Kuszniruk. Potem uczył się w DJuSSz-3 Iwano-Frankiwsk i Szachtar Donieck, barwy których bronił w juniorskich mistrzostwach Ukrainy (DJuFL). Karierę piłkarską rozpoczął w trzeciej drużynie rezerw Szachtara Donieck 25 lipca 2009. W lipcu 2011 został wypożyczony na pół roku do Prykarpattia Iwano-Frankiwsk. Na początku 2013 przeszedł do Karpat Lwów, ale występował jedynie w drużynie rezerw i po roku opuścił lwowski klub. Latem 2014 wyjechał do Łotwy, gdzie został piłkarzem pierwszoligowej Daugavy Dyneburg.

### Kariera reprezentacyjna
W latach 2008–2011 bronił barw juniorskich reprezentacji Ukrainy U-17 i U-19.

## Sukcesy i odznaczenia

### Sukcesy piłkarskie
Szachtar Donieck
- mistrz Ukrainy U-21: 2011